# District de Xigang
Pour les articles homonymes, voir Xigang.
Le district de Xigang (西岗区 ; pinyin : Xīgǎng Qū) est une subdivision administrative de la province du Liaoning en Chine. Il est placé sous la juridiction de la ville sous-provinciale de Dalian.